# Мартири ди Малга Цонта (Виченца)
Мартири ди Малга Цонта је насеље у Италији у округу Виченца, региону Венето.
Према процени из 2011. у насељу је живело 33 становника. Насеље се налази на надморској висини од 151 м.